# Roraima
Roraima (RR) er en brailiansk delstat, placeret i den nordlige del af landet i regionen Norte. Hovedstaden hedder Boa Vista og delstaten grænser op til Pará, Amazonas og nabolandene Venezuela og Guyana
- Wikimedia Commons har flere filer relateret til Roraima

2°08′N 61°21′V / 2.13°N 61.35°V